# Eudes Ier de Blois
Pour les articles homonymes, voir Eudes de Blois.
Eudes Ier de Blois, dit le Rousselet (né vers 950, mort le 12 mars 996, à Tours, abbaye de Marmoutier), succède à son père Thibaud le Tricheur comme comte de Blois de Tours, de Châteaudun et de Chartres, comte de Beauvais, seigneur de Provins et de Saumur. Il acquiert aussi le comté de Dreux, et devient un des plus puissants seigneurs du temps d'Hugues Capet.

## Biographie
Eudes Ier de Blois est l'un des fils de Thibaud Ier dit le Tricheur et de Liutgarde de Vermandois, fille de Herbert II de Vermandois.
Son frère aîné, désigné héritier de la famille, meurt prématurément lors d'une bataille contre les Normands en 962,. Son frère Hugues se destinant à la religion, Eudes se dédie naturellement à succéder à son père.
À la suite du conflit qui opposait son père à l'archevêque de Reims sur le château de Coucy, il reçoit en 965 ce château mais « en précaire » de l'archevêque. Dans les années 970, dans les conflits pour le duché de Bretagne, il soutient le comte de Rennes, Conan, affermissant l'influence de sa famille dans ce territoire.
C'est vers 977 qu'il succède à son père en tant que 2e comte de Blois. Il épouse ensuite Berthe de Bourgogne, fille de Conrad III dit le Pacifique, roi de Bourgogne.
Il reçoit du roi carolingien Lothaire le titre de comte palatin qui provient de son oncle maternel Herbert III le Vieux et qui restera dans sa famille. Il ne tarde pas, avec ses cousins Herbertiens, à devenir fidèle des Carolingiens contre les Robertiens. En 988, il assiste Charles de Lorraine dans sa prise de Laon, qui avait appartenu à son père Thibaud le Tricheur.
Les rivalités entre la maisons de Blois et la maison d'Anjou qui reste fidèle aux capétiens commencent dès la fin du Xe siècle, En 981, les comtes Eudes II et Geoffroy Ier se livrent bataille à Conquereuil pour déterminer qui de Conan Ier, soutenu par le blésois, ou Hoël Ier, allié d'Anjou, remporterait la Bretagne. Hoël finit assassiné ; alors que Geoffroy est issu du premier lit de Foulques II et non de celui avec la mère de Drogon, c'est le début de la guerre entre Anjou et Blois.
En 991, Eudes abandonne le parti du Lorrain contre la ville de Dreux. Mais à la mi-991, en tentant de s'emparer de Melun qui appartient à Bouchard Ier de Vendôme, dit le Vénérable, le fidèle parmi les fidèles d’Hugues Capet, il voit alors s’élever contre lui une alliance comprenant le roi des Francs, Richard Ier de Normandie et le nouveau comte d’Anjou, Foulques III Nerra, gendre de Bouchard.
En 992, Foulques III parvient à tuer le roi Conan lors de la seconde bataille de Conquereuil.
Eudes reçoit d’Hugues Capet le titre d’abbé laïc de Marmoutier qui devient la nécropole dynastique des comtes de Blois. Cependant, au printemps 993, le comte Eudes Ier de Blois, déçu qu'Hugues Capet et son fils aient refusé de lui conférer le titre de duc des Francs, imagina, en liaison avec Adalbéron de Laon de les faire capturer lors d'une rencontre projetée à Metz avec l'empereur Otton III et de placer Louis, fils du duc Charles de Basse-Lotharingie, sur le trône. Eudes Ier de Blois serait devenu duc des Francs et Adalbéron évêque de Reims. Hugues Capet et son fils prévenus firent échouer cette tentative.
Eudes Ier parvient à créer une alliance qui réunit son beau-frère, le duc d'Aquitaine, Guillaume IV Fièrebrace, le comte de Flandre Baudouin IV le Barbu, et même son ancien ennemi, le duc de Normandie, Richard Ier. Au cours de l'hiver 995–996, ils mettent le siège devant le château de Langeais où s'est réfugié Foulque III, mais l'arrivée du roi Hugues Capet au secours de l'Angevin, met fin à leur entreprise.

En marron, les possessions du clan Blois-Vermandois en 995.

Malade peu après, Eudes Ier de Blois rentre à l’abbaye de Marmoutier de Tours où il meurt le jeudi 12 mars 996. Sa veuve, Berthe de Bourgogne, se remarie avec le roi de France, Robert II, le fils d'Hugues Capet dont la mort le 24 octobre 996 a permis ce mariage auquel il était farouchement opposé. En fin de compte, le roi finira par la répudier pour cause de parenté.

## Famille et descendance
En 978–980, il épouse Berthe de Bourgogne qui lui donne :
- Thibaut II de Blois († 1004) ;
- Eudes II de Blois, comte de Blois-Champagne († 1037) ;
- Agnès qui épousa un certain Gui, comte (sic) de Thouars, fils d'Ebles, vicomte de Thouars[12],[13],[Note 2] ?

En revanche, il est désormais caduc de dire qu'Eudes Ier de Blois était le père de Roger Ier de Blois, évêque de Beauvais, et d'Héloïse de Pithiviers. Le premier auteur à en montrer les incohérences fut Charles Delettre, confirmées par diverses autres publications,. Il en est de même pour Robert Ier de Blois, élevé vicomte de Blois vers l'an 980.

## Généalogie simplifiée
: Impératrice du Saint-Empire Germanique

 : Roi de France

 : Duc de Bretagne

 : Comte de Blois

 : Comte de Troyes ou de Meaux

 : Comte de Tours
|                          |                          |                          |                          |                          |                          |                         |                         |                         |                         |               |               |                         |                         |                         |                         |                         |                         |                      |                      |                           |                           |                           |                           |                           |                           |                          |                          |                     |                     |                     |                     |                      |                      |                      |                      |                      |                      |                     |                     |                     |                     |                    |                    |                          |                          |                          |                          |                          |                          |                          |                          |                         |                         |                         |                         |                           |                           |                           |                           |                           |                           |                     |                     |                     |                     |                     |                     |                     |                     |                     |                     |                     |                     |                  |                  |  |  |
|                          |                          | Thibaud l'Ancien         | Thibaud l'Ancien         | Thibaud l'Ancien         | Thibaud l'Ancien         | Thibaud l'Ancien        | Thibaud l'Ancien        |                         |                         | Richilde      | Richilde      | Richilde                | Richilde                | Richilde                | Richilde                |                         |                         |                      |                      |                           |                           | Herbert II de Vermandois  | Herbert II de Vermandois  | Herbert II de Vermandois  | Herbert II de Vermandois  | Herbert II de Vermandois | Herbert II de Vermandois |                     |                     |                     |                     |                      |                      | Adèle de France      | Adèle de France      | Adèle de France      | Adèle de France      | Adèle de France     | Adèle de France     |                     |                     |                    |                    |                          |                          | Rodolphe II de Bourgogne | Rodolphe II de Bourgogne | Rodolphe II de Bourgogne | Rodolphe II de Bourgogne | Rodolphe II de Bourgogne | Rodolphe II de Bourgogne |                         |                         | Berthe de Souabe        | Berthe de Souabe        | Berthe de Souabe          | Berthe de Souabe          | Berthe de Souabe          | Berthe de Souabe          |                           |                           | Louis IV d'Outremer | Louis IV d'Outremer | Louis IV d'Outremer | Louis IV d'Outremer | Louis IV d'Outremer | Louis IV d'Outremer |                     |                     | Gerberge de Saxe    | Gerberge de Saxe    | Gerberge de Saxe    | Gerberge de Saxe    | Gerberge de Saxe | Gerberge de Saxe |  |  |
|                          |                          | Thibaud l'Ancien         | Thibaud l'Ancien         | Thibaud l'Ancien         | Thibaud l'Ancien         | Thibaud l'Ancien        | Thibaud l'Ancien        |                         |                         | Richilde      | Richilde      | Richilde                | Richilde                | Richilde                | Richilde                |                         |                         |                      |                      |                           |                           | Herbert II de Vermandois  | Herbert II de Vermandois  | Herbert II de Vermandois  | Herbert II de Vermandois  | Herbert II de Vermandois | Herbert II de Vermandois |                     |                     |                     |                     |                      |                      | Adèle de France      | Adèle de France      | Adèle de France      | Adèle de France      | Adèle de France     | Adèle de France     |                     |                     |                    |                    |                          |                          | Rodolphe II de Bourgogne | Rodolphe II de Bourgogne | Rodolphe II de Bourgogne | Rodolphe II de Bourgogne | Rodolphe II de Bourgogne | Rodolphe II de Bourgogne |                         |                         | Berthe de Souabe        | Berthe de Souabe        | Berthe de Souabe          | Berthe de Souabe          | Berthe de Souabe          | Berthe de Souabe          |                           |                           | Louis IV d'Outremer | Louis IV d'Outremer | Louis IV d'Outremer | Louis IV d'Outremer | Louis IV d'Outremer | Louis IV d'Outremer |                     |                     | Gerberge de Saxe    | Gerberge de Saxe    | Gerberge de Saxe    | Gerberge de Saxe    | Gerberge de Saxe | Gerberge de Saxe |  |  |
|                          |                          |                          |                          |                          |                          |                         |                         |                         |                         |               |               |                         |                         |                         |                         |                         |                         |                      |                      |                           |                           |                           |                           |                           |                           |                          |                          |                     |                     |                     |                     |                      |                      |                      |                      |                      |                      |                     |                     |                     |                     |                    |                    |                          |                          |                          |                          |                          |                          |                          |                          |                         |                         |                         |                         |                           |                           |                           |                           |                           |                           |                     |                     |                     |                     |                     |                     |                     |                     |                     |                     |                     |                     |                  |                  |  |  |
|                          |                          |                          |                          |                          |                          |                         |                         |                         |                         |               |               |                         |                         |                         |                         |                         |                         |                      |                      |                           |                           |                           |                           |                           |                           |                          |                          |                     |                     |                     |                     |                      |                      |                      |                      |                      |                      |                     |                     |                     |                     |                    |                    |                          |                          |                          |                          |                          |                          |                          |                          |                         |                         |                         |                         |                           |                           |                           |                           |                           |                           |                     |                     |                     |                     |                     |                     |                     |                     |                     |                     |                     |                     |                  |                  |  |  |
|                          |                          |                          |                          | Thibaud Ier de Blois     | Thibaud Ier de Blois     | Thibaud Ier de Blois    | Thibaud Ier de Blois    | Thibaud Ier de Blois    | Thibaud Ier de Blois    |               |               | Liutgarde de Vermandois | Liutgarde de Vermandois | Liutgarde de Vermandois | Liutgarde de Vermandois | Liutgarde de Vermandois | Liutgarde de Vermandois |                      |                      | Eudes de Vermandois-Vexin | Eudes de Vermandois-Vexin | Eudes de Vermandois-Vexin | Eudes de Vermandois-Vexin | Eudes de Vermandois-Vexin | Eudes de Vermandois-Vexin |                          |                          | Herbert III d'Omois | Herbert III d'Omois | Herbert III d'Omois | Herbert III d'Omois | Herbert III d'Omois  | Herbert III d'Omois  |                      |                      | Robert Ier de Meaux  | Robert Ier de Meaux  | Robert Ier de Meaux | Robert Ier de Meaux | Robert Ier de Meaux | Robert Ier de Meaux |                    |                    | Albert Ier de Vermandois | Albert Ier de Vermandois | Albert Ier de Vermandois | Albert Ier de Vermandois | Albert Ier de Vermandois | Albert Ier de Vermandois |                          |                          | Conrad III de Bourgogne | Conrad III de Bourgogne | Conrad III de Bourgogne | Conrad III de Bourgogne | Conrad III de Bourgogne   | Conrad III de Bourgogne   |                           |                           |                           |                           |                     |                     | Mathilde de France  | Mathilde de France  | Mathilde de France  | Mathilde de France  | Mathilde de France  | Mathilde de France  |                     |                     |                     |                     |                  |                  |  |  |
|                          |                          |                          |                          | Thibaud Ier de Blois     | Thibaud Ier de Blois     | Thibaud Ier de Blois    | Thibaud Ier de Blois    | Thibaud Ier de Blois    | Thibaud Ier de Blois    |               |               | Liutgarde de Vermandois | Liutgarde de Vermandois | Liutgarde de Vermandois | Liutgarde de Vermandois | Liutgarde de Vermandois | Liutgarde de Vermandois |                      |                      | Eudes de Vermandois-Vexin | Eudes de Vermandois-Vexin | Eudes de Vermandois-Vexin | Eudes de Vermandois-Vexin | Eudes de Vermandois-Vexin | Eudes de Vermandois-Vexin |                          |                          | Herbert III d'Omois | Herbert III d'Omois | Herbert III d'Omois | Herbert III d'Omois | Herbert III d'Omois  | Herbert III d'Omois  |                      |                      | Robert Ier de Meaux  | Robert Ier de Meaux  | Robert Ier de Meaux | Robert Ier de Meaux | Robert Ier de Meaux | Robert Ier de Meaux |                    |                    | Albert Ier de Vermandois | Albert Ier de Vermandois | Albert Ier de Vermandois | Albert Ier de Vermandois | Albert Ier de Vermandois | Albert Ier de Vermandois |                          |                          | Conrad III de Bourgogne | Conrad III de Bourgogne | Conrad III de Bourgogne | Conrad III de Bourgogne | Conrad III de Bourgogne   | Conrad III de Bourgogne   |                           |                           |                           |                           |                     |                     | Mathilde de France  | Mathilde de France  | Mathilde de France  | Mathilde de France  | Mathilde de France  | Mathilde de France  |                     |                     |                     |                     |                  |                  |  |  |
|                          |                          |                          |                          |                          |                          |                         |                         |                         |                         |               |               |                         |                         |                         |                         |                         |                         |                      |                      |                           |                           |                           |                           |                           |                           |                          |                          |                     |                     |                     |                     |                      |                      |                      |                      |                      |                      |                     |                     |                     |                     |                    |                    |                          |                          |                          |                          |                          |                          |                          |                          |                         |                         |                         |                         |                           |                           |                           |                           |                           |                           |                     |                     |                     |                     |                     |                     |                     |                     |                     |                     |                     |                     |                  |                  |  |  |
|                          |                          |                          |                          |                          |                          |                         |                         |                         |                         |               |               |                         |                         |                         |                         |                         |                         |                      |                      |                           |                           |                           |                           |                           |                           |                          |                          |                     |                     |                     |                     |                      |                      |                      |                      |                      |                      |                     |                     |                     |                     |                    |                    |                          |                          |                          |                          |                          |                          |                          |                          |                         |                         |                         |                         |                           |                           |                           |                           |                           |                           |                     |                     |                     |                     |                     |                     |                     |                     |                     |                     |                     |                     |                  |                  |  |  |
|                          |                          |                          |                          |                          |                          |                         |                         |                         |                         |               |               |                         |                         |                         |                         |                         |                         |                      |                      |                           |                           |                           |                           |                           |                           |                          |                          |                     |                     |                     |                     |                      |                      |                      |                      |                      |                      |                     |                     |                     |                     |                    |                    |                          |                          |                          |                          |                          |                          |                          |                          |                         |                         |                         |                         |                           |                           |                           |                           |                           |                           |                     |                     |                     |                     |                     |                     |                     |                     |                     |                     |                     |                     |                  |                  |  |  |
|                          |                          |                          |                          |                          |                          |                         |                         |                         |                         |               |               |                         |                         |                         |                         |                         |                         |                      |                      |                           |                           |                           |                           |                           |                           |                          |                          |                     |                     |                     |                     |                      |                      |                      |                      |                      |                      |                     |                     |                     |                     |                    |                    |                          |                          |                          |                          |                          |                          |                          |                          |                         |                         |                         |                         |                           |                           |                           |                           |                           |                           |                     |                     |                     |                     |                     |                     |                     |                     |                     |                     |                     |                     |                  |                  |  |  |
| Guillaume IV d'Aquitaine | Guillaume IV d'Aquitaine | Guillaume IV d'Aquitaine | Guillaume IV d'Aquitaine | Guillaume IV d'Aquitaine | Guillaume IV d'Aquitaine |                         |                         | Emma de Blois           | Emma de Blois           | Emma de Blois | Emma de Blois | Emma de Blois           | Emma de Blois           |                         |                         | Hugues de Blois         | Hugues de Blois         | Hugues de Blois      | Hugues de Blois      | Hugues de Blois           | Hugues de Blois           |                           |                           |                           |                           |                          |                          |                     |                     |                     |                     | Eudes                | Eudes                | Eudes                | Eudes                | Eudes                | Eudes                |                     |                     |                     |                     |                    |                    |                          |                          | Berthe de Bourgogne      | Berthe de Bourgogne      | Berthe de Bourgogne      | Berthe de Bourgogne      | Berthe de Bourgogne      | Berthe de Bourgogne      |                         |                         |                         |                         | Rodolphe III de Bourgogne | Rodolphe III de Bourgogne | Rodolphe III de Bourgogne | Rodolphe III de Bourgogne | Rodolphe III de Bourgogne | Rodolphe III de Bourgogne |                     |                     |                     |                     |                     |                     |                     |                     |                     |                     |                     |                     |                  |                  |  |  |
| Guillaume IV d'Aquitaine | Guillaume IV d'Aquitaine | Guillaume IV d'Aquitaine | Guillaume IV d'Aquitaine | Guillaume IV d'Aquitaine | Guillaume IV d'Aquitaine |                         |                         | Emma de Blois           | Emma de Blois           | Emma de Blois | Emma de Blois | Emma de Blois           | Emma de Blois           |                         |                         | Hugues de Blois         | Hugues de Blois         | Hugues de Blois      | Hugues de Blois      | Hugues de Blois           | Hugues de Blois           |                           |                           |                           |                           |                          |                          |                     |                     |                     |                     | Eudes                | Eudes                | Eudes                | Eudes                | Eudes                | Eudes                |                     |                     |                     |                     |                    |                    |                          |                          | Berthe de Bourgogne      | Berthe de Bourgogne      | Berthe de Bourgogne      | Berthe de Bourgogne      | Berthe de Bourgogne      | Berthe de Bourgogne      |                         |                         |                         |                         | Rodolphe III de Bourgogne | Rodolphe III de Bourgogne | Rodolphe III de Bourgogne | Rodolphe III de Bourgogne | Rodolphe III de Bourgogne | Rodolphe III de Bourgogne |                     |                     |                     |                     |                     |                     |                     |                     |                     |                     |                     |                     |                  |                  |  |  |
|                          |                          |                          |                          |                          |                          |                         |                         |                         |                         |               |               |                         |                         |                         |                         |                         |                         |                      |                      |                           |                           |                           |                           |                           |                           |                          |                          |                     |                     |                     |                     |                      |                      |                      |                      |                      |                      |                     |                     |                     |                     |                    |                    |                          |                          |                          |                          |                          |                          |                          |                          |                         |                         |                         |                         |                           |                           |                           |                           |                           |                           |                     |                     |                     |                     |                     |                     |                     |                     |                     |                     |                     |                     |                  |                  |  |  |
|                          |                          |                          |                          |                          |                          |                         |                         |                         |                         |               |               |                         |                         |                         |                         |                         |                         |                      |                      |                           |                           |                           |                           |                           |                           |                          |                          |                     |                     |                     |                     |                      |                      |                      |                      |                      |                      |                     |                     |                     |                     |                    |                    |                          |                          |                          |                          |                          |                          |                          |                          |                         |                         |                         |                         |                           |                           |                           |                           |                           |                           |                     |                     |                     |                     |                     |                     |                     |                     |                     |                     |                     |                     |                  |                  |  |  |
|                          |                          |                          |                          | Guillaume V d'Aquitaine  | Guillaume V d'Aquitaine  | Guillaume V d'Aquitaine | Guillaume V d'Aquitaine | Guillaume V d'Aquitaine | Guillaume V d'Aquitaine |               |               |                         |                         |                         |                         |                         |                         |                      |                      | Agnès de Blois            | Agnès de Blois            | Agnès de Blois            | Agnès de Blois            | Agnès de Blois            | Agnès de Blois            |                          |                          | Thibaut II de Blois | Thibaut II de Blois | Thibaut II de Blois | Thibaut II de Blois | Thibaut II de Blois  | Thibaut II de Blois  |                      |                      | Eudes II de Blois    | Eudes II de Blois    | Eudes II de Blois   | Eudes II de Blois   | Eudes II de Blois   | Eudes II de Blois   |                    |                    | Ermengarde d'Auvergne    | Ermengarde d'Auvergne    | Ermengarde d'Auvergne    | Ermengarde d'Auvergne    | Ermengarde d'Auvergne    | Ermengarde d'Auvergne    |                          |                          | Roger                   | Roger                   | Roger                   | Roger                   | Roger                     | Roger                     |                           |                           | Thierry                   | Thierry                   | Thierry             | Thierry             | Thierry             | Thierry             |                     |                     | Robert Ier de Blois | Robert Ier de Blois | Robert Ier de Blois | Robert Ier de Blois | Robert Ier de Blois | Robert Ier de Blois |                  |                  |  |  |
|                          |                          |                          |                          | Guillaume V d'Aquitaine  | Guillaume V d'Aquitaine  | Guillaume V d'Aquitaine | Guillaume V d'Aquitaine | Guillaume V d'Aquitaine | Guillaume V d'Aquitaine |               |               |                         |                         |                         |                         |                         |                         |                      |                      | Agnès de Blois            | Agnès de Blois            | Agnès de Blois            | Agnès de Blois            | Agnès de Blois            | Agnès de Blois            |                          |                          | Thibaut II de Blois | Thibaut II de Blois | Thibaut II de Blois | Thibaut II de Blois | Thibaut II de Blois  | Thibaut II de Blois  |                      |                      | Eudes II de Blois    | Eudes II de Blois    | Eudes II de Blois   | Eudes II de Blois   | Eudes II de Blois   | Eudes II de Blois   |                    |                    | Ermengarde d'Auvergne    | Ermengarde d'Auvergne    | Ermengarde d'Auvergne    | Ermengarde d'Auvergne    | Ermengarde d'Auvergne    | Ermengarde d'Auvergne    |                          |                          | Roger                   | Roger                   | Roger                   | Roger                   | Roger                     | Roger                     |                           |                           | Thierry                   | Thierry                   | Thierry             | Thierry             | Thierry             | Thierry             |                     |                     | Robert Ier de Blois | Robert Ier de Blois | Robert Ier de Blois | Robert Ier de Blois | Robert Ier de Blois | Robert Ier de Blois |                  |                  |  |  |
|                          |                          |                          |                          |                          |                          |                         |                         |                         |                         |               |               |                         |                         |                         |                         |                         |                         |                      |                      |                           |                           |                           |                           |                           |                           |                          |                          |                     |                     |                     |                     |                      |                      |                      |                      |                      |                      |                     |                     |                     |                     |                    |                    |                          |                          |                          |                          |                          |                          |                          |                          |                         |                         |                         |                         |                           |                           |                           |                           |                           |                           |                     |                     |                     |                     |                     |                     |                     |                     |                     |                     |                     |                     |                  |                  |  |  |
|                          |                          |                          |                          |                          |                          |                         |                         |                         |                         |               |               |                         |                         |                         |                         |                         |                         |                      |                      |                           |                           |                           |                           |                           |                           |                          |                          |                     |                     |                     |                     |                      |                      |                      |                      |                      |                      |                     |                     |                     |                     |                    |                    |                          |                          |                          |                          |                          |                          |                          |                          |                         |                         |                         |                         |                           |                           |                           |                           |                           |                           |                     |                     |                     |                     |                     |                     |                     |                     |                     |                     |                     |                     |                  |                  |  |  |
|                          |                          |                          |                          |                          |                          |                         |                         |                         |                         |               |               |                         |                         |                         |                         |                         |                         |                      |                      |                           |                           |                           |                           |                           |                           |                          |                          |                     |                     |                     |                     |                      |                      |                      |                      |                      |                      |                     |                     |                     |                     |                    |                    |                          |                          |                          |                          |                          |                          |                          |                          |                         |                         |                         |                         |                           |                           |                           |                           |                           |                           |                     |                     |                     |                     |                     |                     |                     |                     |                     |                     |                     |                     |                  |                  |  |  |
|                          |                          |                          |                          |                          |                          |                         |                         |                         |                         |               |               |                         |                         |                         |                         |                         |                         |                      |                      |                           |                           |                           |                           |                           |                           |                          |                          |                     |                     |                     |                     |                      |                      |                      |                      |                      |                      |                     |                     |                     |                     |                    |                    |                          |                          |                          |                          |                          |                          |                          |                          |                         |                         |                         |                         |                           |                           |                           |                           |                           |                           |                     |                     |                     |                     |                     |                     |                     |                     |                     |                     |                     |                     |                  |                  |  |  |
|                          |                          |                          |                          | Agnès de Poitiers        | Agnès de Poitiers        | Agnès de Poitiers       | Agnès de Poitiers       | Agnès de Poitiers       | Agnès de Poitiers       |               |               |                         |                         |                         |                         | Thibaud III de Blois    | Thibaud III de Blois    | Thibaud III de Blois | Thibaud III de Blois | Thibaud III de Blois      | Thibaud III de Blois      |                           |                           | Almodis de Blois          | Almodis de Blois          | Almodis de Blois         | Almodis de Blois         | Almodis de Blois    | Almodis de Blois    |                     |                     | Étienne II de Troyes | Étienne II de Troyes | Étienne II de Troyes | Étienne II de Troyes | Étienne II de Troyes | Étienne II de Troyes |                     |                     | Hugues IV du Maine  | Hugues IV du Maine  | Hugues IV du Maine | Hugues IV du Maine | Hugues IV du Maine       | Hugues IV du Maine       |                          |                          | Berthe de Blois          | Berthe de Blois          | Berthe de Blois          | Berthe de Blois          | Berthe de Blois         | Berthe de Blois         |                         |                         | Alain III de Bretagne     | Alain III de Bretagne     | Alain III de Bretagne     | Alain III de Bretagne     | Alain III de Bretagne     | Alain III de Bretagne     |                     |                     |                     |                     |                     |                     |                     |                     |                     |                     |                     |                     |                  |                  |  |  |
|                          |                          |                          |                          | Agnès de Poitiers        | Agnès de Poitiers        | Agnès de Poitiers       | Agnès de Poitiers       | Agnès de Poitiers       | Agnès de Poitiers       |               |               |                         |                         |                         |                         | Thibaud III de Blois    | Thibaud III de Blois    | Thibaud III de Blois | Thibaud III de Blois | Thibaud III de Blois      | Thibaud III de Blois      |                           |                           | Almodis de Blois          | Almodis de Blois          | Almodis de Blois         | Almodis de Blois         | Almodis de Blois    | Almodis de Blois    |                     |                     | Étienne II de Troyes | Étienne II de Troyes | Étienne II de Troyes | Étienne II de Troyes | Étienne II de Troyes | Étienne II de Troyes |                     |                     | Hugues IV du Maine  | Hugues IV du Maine  | Hugues IV du Maine | Hugues IV du Maine | Hugues IV du Maine       | Hugues IV du Maine       |                          |                          | Berthe de Blois          | Berthe de Blois          | Berthe de Blois          | Berthe de Blois          | Berthe de Blois         | Berthe de Blois         |                         |                         | Alain III de Bretagne     | Alain III de Bretagne     | Alain III de Bretagne     | Alain III de Bretagne     | Alain III de Bretagne     | Alain III de Bretagne     |                     |                     |                     |                     |                     |                     |                     |                     |                     |                     |                     |                     |                  |                  |  |  |
|                          |                          |                          |                          |                          |                          |                         |                         |                         |                         |               |               |                         |                         |                         |                         |                         |                         |                      |                      |                           |                           |                           |                           |                           |                           |                          |                          |                     |                     |                     |                     |                      |                      |                      |                      |                      |                      |                     |                     |                     |                     |                    |                    |                          |                          |                          |                          |                          |                          |                          |                          |                         |                         |                         |                         |                           |                           |                           |                           |                           |                           |                     |                     |                     |                     |                     |                     |                     |                     |                     |                     |                     |                     |                  |                  |  |  |